# Ulrich Sude
Ulrich „Uli“ Sude (* 19. April 1956 in Korbach/Nordhessen) ist ein ehemaliger deutscher Fußballtorhüter und jetziger Trainer. Er hat für Borussia Mönchengladbach 126 Spiele in der Fußball-Bundesliga bestritten. Seine Jugend- und Amateurvereine waren SV Immighausen und SV Korbach.

## Laufbahn
In der kleinen Gemeinde Goldhausen, nahe der nordhessischen Kreisstadt Korbach, kam Uli als einziges Kind der Eheleute Elfriede und Karl Sude zur Welt. Seine Kindheit verbringt er auf dem kleinen elterlichen Bauernhof. Tummelplatz in jeder freien Minute ist die Scheune, die Kinder des Dorfes bolzen auf das Scheunentor oder üben sich im Hochhalten des Balls. Fußball ist das große Hobby des aufgeweckten Burschen, einen Verein gibt es aber in dem kleinen Nest nicht. Ab 1968 schließt er sich zusammen mit Kumpel Harald dem SV Immighausen an. Sie radeln fortan regelmäßig rund 13 Kilometer zu Training und Spielen. Sude überzeugt als defensiver Mittelfeldspieler. Als sich jedoch ein Mannschaftskamerad die Hand bricht, stellt Uli sich ersatzweise ins Tor – und macht seine Sache so gut, dass der Trainer sein Talent erkennt und Uli im Kasten bleiben kann.
Bald wechselt er zum SV Korbach, dem größten Verein in der Umgebung. Er trifft dort den spanischen Gastarbeiter Sindo Bengeochea, der als Aktiver als Lizenzspieler in Santander gespielt haben soll und ihm eröffnet, dass er sein Talent erkannt habe und ihn gerne durch Sondertraining unterstützen wolle. Daraus entwickelt sich eine über drei Jahre währende, unentgeltliche Zusammenarbeit. Sude macht enorme Fortschritte im Torwartspiel, legt an Muskelmasse zu, aber auch in Sachen Selbstvertrauen.
Auf eigene Initiative kommt es im Frühjahr 1976 zum Probetraining bei Borussia Mönchengladbach, wonach sich dann auch nicht zuletzt wegen der Gladbacher Amerikareise und einer Verletzung von Wolfgang Kleff ein Lizenzspielervertrag anschließt. Er ist in seiner ersten Bundesligasaison ganz klar die Nummer drei hinter Wolfgang Kneib und Wolfgang Kleff. In seinen beiden ersten Spielzeiten, 1976/77 und 1977/78, steht er genau 20 Minuten in einem Freundschaftsspiel zwischen den Pfosten. Trainer Udo Lattek lässt ihn links liegen. Aber auch nach dem Lattek-Wechsel zu Borussia Dortmund wird es unter seinem Nachfolger Jupp Heynckes auf Anhieb auch nicht besser; auch 1979/80 kommt er zu keinem Bundesligaeinsatz.
In die Saison 1980/81 ging Cheftrainer Jupp Heynckes erneut mit dem zurückgeholten Wolfgang Kleff, vor Ersatzmann Sude, als Torhüter Nummer eins. Es ist eine schwere Zehenverletzung Kleffs in der Saisonvorbereitung, die Sude kurz vor Beginn der Bundesligasaison überraschend zur Nummer eins macht. Er eröffnete die Runde am 1. Spieltag, den 16. August 1980, mit einer 1:2-Auswärtsniederlage bei Fortuna Düsseldorf. Sude bildete zusammen mit Jürgen Fleer, Lothar Matthäus, Wilfried Hannes, Frank Schäffer und Norbert Ringels die Borussen-Abwehr. Bis einschließlich dem 19. Spieltag, den 24. Januar 1981, hielt Heynckes an Torhüter Sude fest, ab dem 20. Spieltag rückte der wieder längst genesene Wolfgang Kleff in das Borussen-Tor. International hatte er dagegen bereits am 19. September 1979 beim 3:0-Heimerfolg gegen Viking Stavanger im UEFA-Pokal des Jahres 1979/80 debütiert. Es folgt erneut ein Jahr ohne Bundesligaeinsatz; Kleff läuft in allen Rundenspielen 1981/82 auf.
Da sich der Verein „aus wirtschaftlichen Gründen“, wie Manager Grashoff es formulierte, von Kleff trennt und mit Uwe Kamps nur ein Nachwuchstorhüter als Konkurrent verpflichtet wird, geht der nun 26-jährige Sude als Stammtorwart in die Saison 1982/83. „Uli Sude ist ein guter Torwart“, stellt Trainer Heynckes vor der Saison unmissverständlich fest. „Sein starker Wille hat mich schon immer an ihn glauben lassen. Natürlich braucht er jetzt Spielpraxis, um Erfahrung und Sicherheit zu bekommen. Und dazu hat er bei mir allen Rückhalt. Ich werde zu ihm stehen, wie ich es bislang auch zu Wolfgang Kleff gestanden habe, bei dem ja auch nicht immer nur Sonnenschein herrschte.“ Doch Verletzungen bringen die Rundenplanung durcheinander: Zehn Tage vor Rundenstart steigt das Endspiel in der Nachwuchsrunde bei Waldhof Mannheim. Bei einem Zusammenprall mit Waldhof-Stürmer Fritz Walter bricht sich Sude die Mittelhand, was eine vierwöchige Pause bedeutet. Auf die Schnelle wird der arbeitslose Paul Hesselbach bis Ende September nach Gladbach geholt. Längst noch nicht richtig ausgeheilt, übernimmt Sude ab dem 1. Oktober 1982 die Verantwortung für das Gladbacher Tor. Aber auch die Rückrunde geht nicht ohne Unfall vorbei: Am 24. Spieltag, den 12. März 1983, bei einem 3:0-Heimerfolg gegen Arminia Bielefeld rasselt Sude mit Dirk Hupe zusammen, der Armine stürzt auf den Ellenbogen des bereits am Boden liegenden Torwarts. Die niederschmetternde Diagnose: Alle Bänder im Ellbogen gerissen, Saisonaus. Er kommt deshalb in seiner ersten Saison als Stammtorhüter auf 16 Einsätze und die Borussen belegen den 12. Rang.
Er musste aber verletzungsbedingt bereits im Verlauf der Spielzeit 1985/86 seinen Stammplatz wieder an Uwe Kamps abtreten. Eine schwere Knieverletzung zwang Sude dann auch zum Karriereende. Insgesamt kam Sude, dessen größter Erfolg der 3. Platz Mönchengladbachs in der Saison 1983/84 und das Erreichen des DFB-Pokal-Finales 1984 (Niederlage im Elfmeterschießen gegen den FC Bayern München im Frankfurter Waldstadion) blieb, in seiner Karriere auf 126 Bundesliga-Spiele.
Als Trainer arbeitete Sude in der Saison 1994/95 beim FC 08 Homburg in der 2. Fußball-Bundesliga. Am Ende jener Saison stiegen die Homburger in den Amateurfußball ab. Für Sude folgten weitere Engagements, wie jenes beim 1. FC Saarbrücken oder jenes beim SC Verl, der unter Sudes Regie in der Saison 1999/2000 im DFB-Pokal durch ein 6:5 nach Elfmeterschießen über Borussia Mönchengladbach in die 2. Hauptrunde vordrang und dort mit 0:4 Eintracht Frankfurt unterlegen war.
Sude war als Trainer der U-19 Junioren von Borussia Mönchengladbach bis 2008 beschäftigt. Seither ist er als Scout für die Borussia unterwegs.